# Tinospora cordifolia

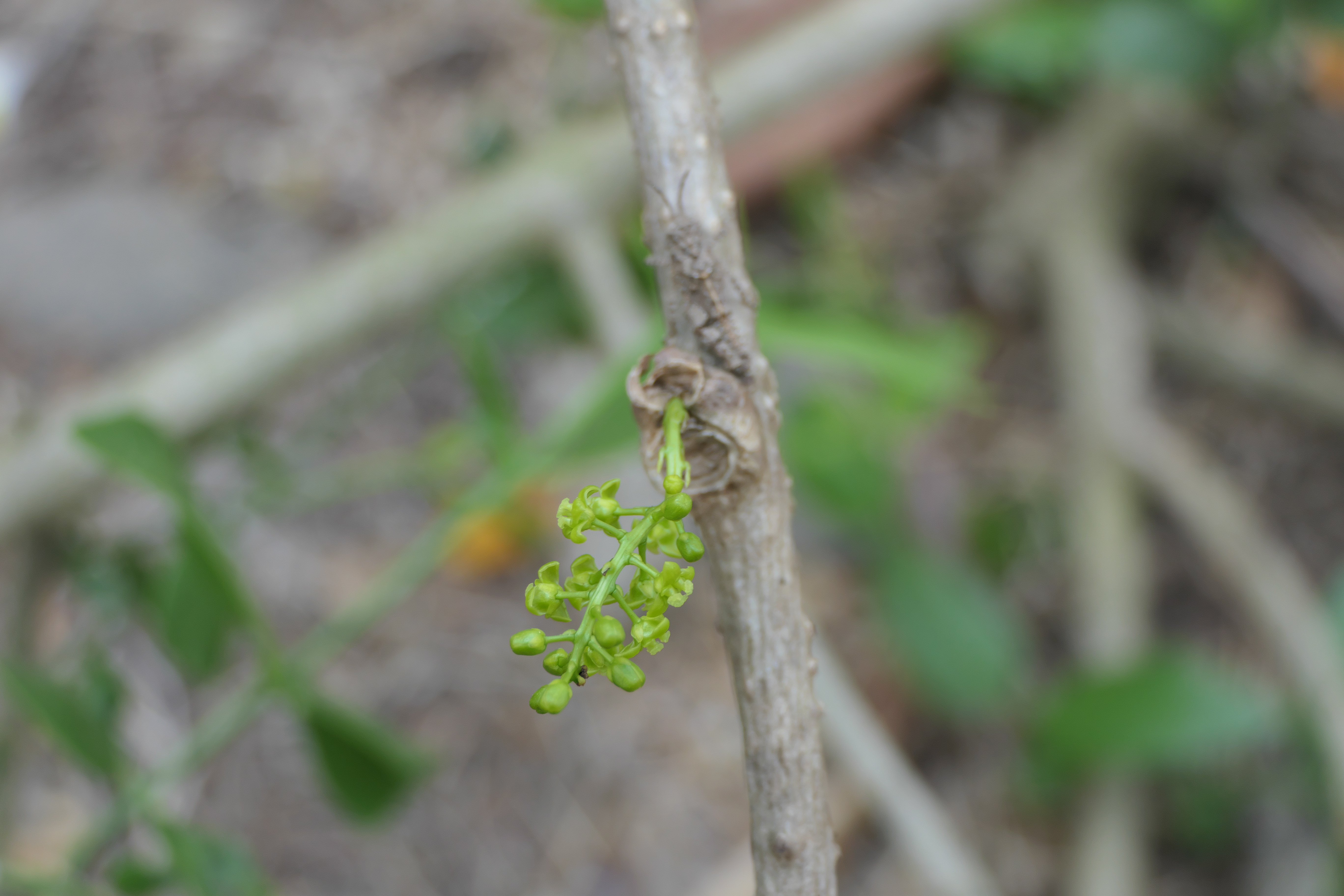
Weiblicher Blütenstand

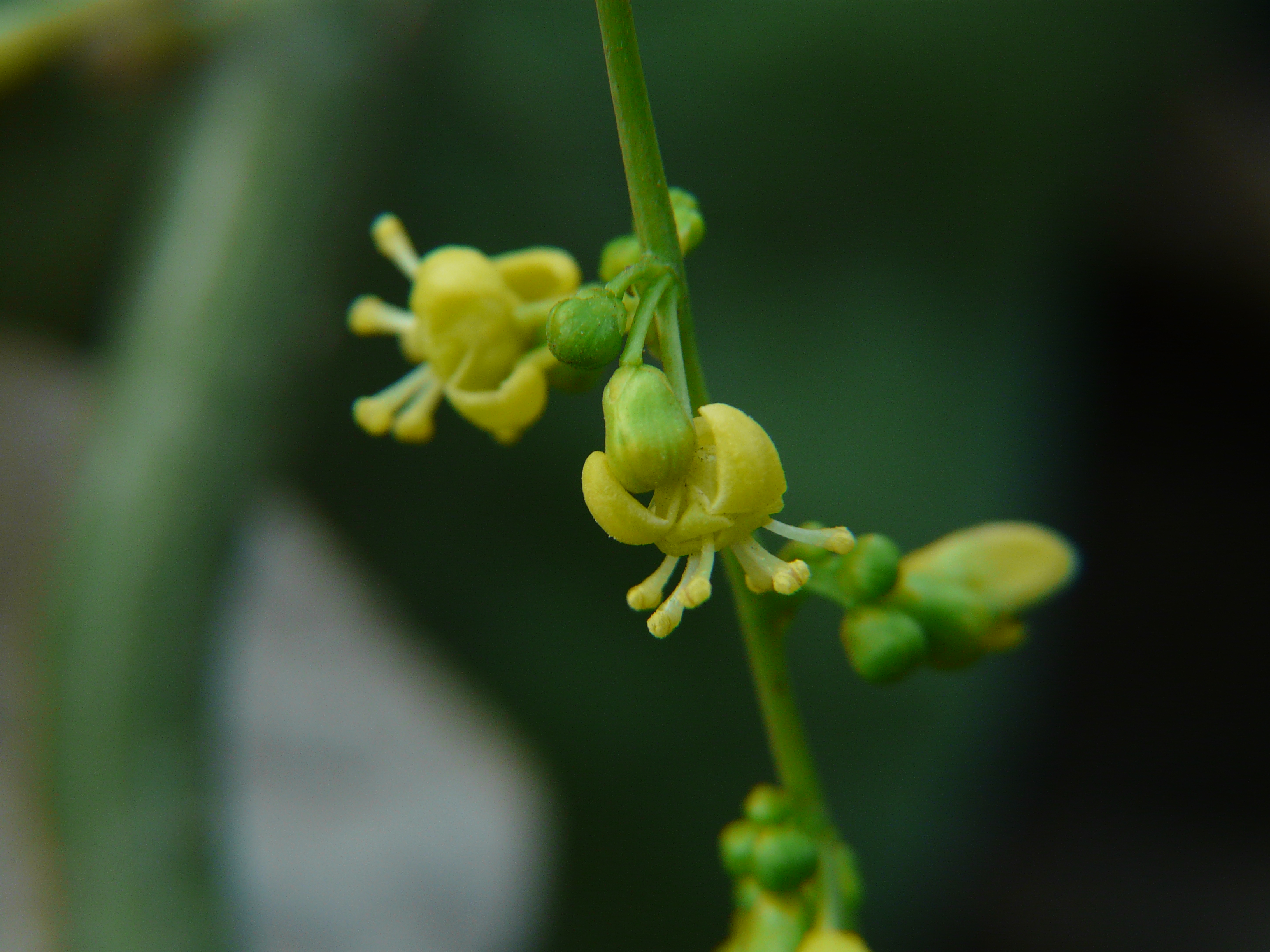
Männliche Blüten

Tinospora cordifolia oder Guduchi, Gulancha, ist eine Art aus der Gattung Tinospora in der Familie der Mondsamengewächse. Sie ist eine Kletterpflanze aus Indien, Bangladesch, Myanmar und Sri Lanka. Sie wird in ihrer Heimat im Ayurveda als Heilpflanze verwendet.

## Beschreibung
Tinospora cordifolia ist eine laubabwerfende, verholzende und rankende Kletterpflanze die viele Meter hoch und weit wächst. Sie bildet schlanke, kahle und korkige, sukkulente, mehr oder weniger warzige, bis etwa 5 Zentimeter dicke Sprossachsen und lange Luftwurzeln.
Die wechselständigen, gestielten und spitzen bis zugespitzten, kahlen, dünnen Laubblätter sind herz- bis pfeilförmig und meist ganzrandig. Die Nervatur ist handförmig. Bei den weiblichen Pflanzen sind die Blätter länger, größer. Die Nebenblätter fehlen.
Tinospora cordifolia ist zweihäusig diözisch. Es werden kurze und meist achselständige Trauben gebildet. In den Blütenständen sind die männlichen Blüten büschelig angeordnet und die weiblichen einzeln. Die kleinen, gestielten Blüten mit doppelter Blütenhülle sind grün-gelblich. Es sind jeweils 6 kleinere, spatelförmige, eingefaltete Kron- und 6 größere Kelchblätter in zwei ungleichen Kreisen, die inneren sind größer, ausgebildet. Es sind bei den männlichen Blüten 6 kurze, freie Staubblätter und bei den weiblichen 6 kleine Staminodien und meist 3 oberständige, kurze, einkammerige Stempel mit breiten, fransigen Narben vorhanden.
Es werden kleine, rote und rundliche bis ellipsoide, einsamige, bis etwa 6–10 Millimeter große, glatte Steinfrüchte bis meist zu dritt an einem kurzen Karpophor gebildet. Die knochigen, wärzlichen Samen bzw. Steinkerne sind typisch für die Familie gebogen.

## Verwendung
Die Pflanze wird medizinisch genutzt, vor allem im Ayurveda.